# Kommunens Väl (Skurups kommun)
Kommunens Väl (KV eller KVS) är ett lokalt politiskt parti i Skurups kommun.

## Historik
Kommunens Väl bildades 1952 i Skivarp av en polis vid namn Caj-Rune Hultén. Bildandet skedde innan kommunsammanslagningen med Skurup som en storkommun. Skivarp var landskommun fram till 1951 då den slogs samman med Vemmenhögs landskommun. Vemmenhög uppgick 1 januari 1971 i Skurups kommun.
Efter valet 2014 blev det maktskifte där Kommunens Väl, Socialdemokraterna, Miljöpartiet och Vänsterpartiet tog över makten. Valet 2018 ledde till maktskifte där Moderaterna, Centerpartiet och Skurupspartiet ingick en valteknisk samverkan med Sverigedemokraterna. Samarbetet sprack dock när sju ledamöter från Sverigedemokraterna lämnade partiet 2021. Istället valde de som politiska vildar att samarbeta med Socialdemokraterna, Miljöpartiet, Vänsterpartiet, Centerpartiet, Kommunens väl och Liberalerna som tog över makten.
Efter valet 2022 fick partiet 3,31 % och höll kvar i sitt enda mandat. Kommunen togs dock över av Moderaterna, Kristdemokraterna och Sverigedemokraterna.

## Valresultat

### Vemmenhögs landskommun
| År   | Röster | % | Mandat  |
| ---- | ------ | - | ------- |
| 1954 | –      | – | 4 av 35 |
| 1958 | –      | – | 3 av 35 |
| 1962 | –      | – | 3 av 35 |

Siffror är tagna från artikeln Vemmenhögs landskommun

### Skurups kommun
| År   | Röster | %    | Mandat  |
| ---- | ------ | ---- | ------- |
| 1970 | –      | –    | 4 av 41 |
| 1973 | –      | –    | 4 av 41 |
| 1976 | –      | –    | 4 av 41 |
| 1979 | –      | –    | 4 av 41 |
| 1982 | –      | –    | 4 av 41 |
| 1985 | –      | –    | 4 av 41 |
| 1988 | –      | –    | 7 av 41 |
| 1991 | –      | –    | 9 av 41 |
| 1994 | –      | –    | 8 av 41 |
| 1998 | –      | 18,2 | 8 av 41 |
| 2002 | 919    | 11,5 | 5 av 41 |
| 2006 | 639    | 7,61 | 3 av 41 |
| 2010 | 637    | 7,03 | 2 av 41 |
| 2014 | 505    | 5,25 | 2 av 41 |
| 2018 | 359    | 3,53 | 1 av 41 |
| 2022 | 348    | 3,31 | 1 av 41 |

Siffror före 1998 är tagna från artikeln Skurups kommun